# Przejma (Zielone)
Przejma – część wsi Zielone w Polsce, położona w województwie lubelskim, w powiecie zamojskim, w gminie Krasnobród.
W latach 1975–1998 Przejma należała administracyjnie do województwa zamojskiego.
Wierni Kościoła rzymskokatolickiego należą do parafii Nawiedzenia Najświętszej Maryi Panny w Krasnobrodzie.